# لاين شارب
لاين شارب (بالإنجليزية: Iain Sharp)‏ هو شاعر نيوزيلندي، ولد في 1953 في غلاسكو في المملكة المتحدة.